# Toronto Falcons Soccer Club
Il Toronto Falcons Soccer Club è stata una squadra canadese di calcio con sede a Toronto (Ontario). 

## Storia
Il Toronto Falcons Soccer Club venne fondato nel 1975 come Oakville United, con sede a Oakville, Ontario. La squadra militò nel primo anno di esistenza nella seconda divisione della National Soccer League.
Nel 1976 la squadra venne trasferita a Toronto, divenendo i Toronto Falcons, espressione della locale comunità polacca. Nella stagione 1977 la squadra, rinforzata da numerosi giocatori polacchi, vince il campionato cadetto, ottenendo così la promozione nella massima divisione. Nella stagione d'esordio, dopo aver chiuso la fase iniziale al terzo posto, si aggiudica i play-off battendo in finale i Hamilton Italo-Canadians. Nello stesso anno si aggiudica anche la coppa di lega, battendo in finale sempre gli Hamilton Italo-Canadians.
Nel campionato 1980 vinse il campionato, perdendo però i play-off per l'aggiudicazione del titolo. La stagione seguente raggiunse nuovamente le semifinali per l'aggiudicazione del titolo, perse contro il Toronto Italia.
Dopo la stagione 1982 i Toronto Falcons abbandonarono la NSL, rimanendo attivi solo a livello amatoriale.

## Palmarès
- NSL II: 1

1977
- NSL: 1

1978
- NSL Cup: 1

1978